# Louis Brandeis

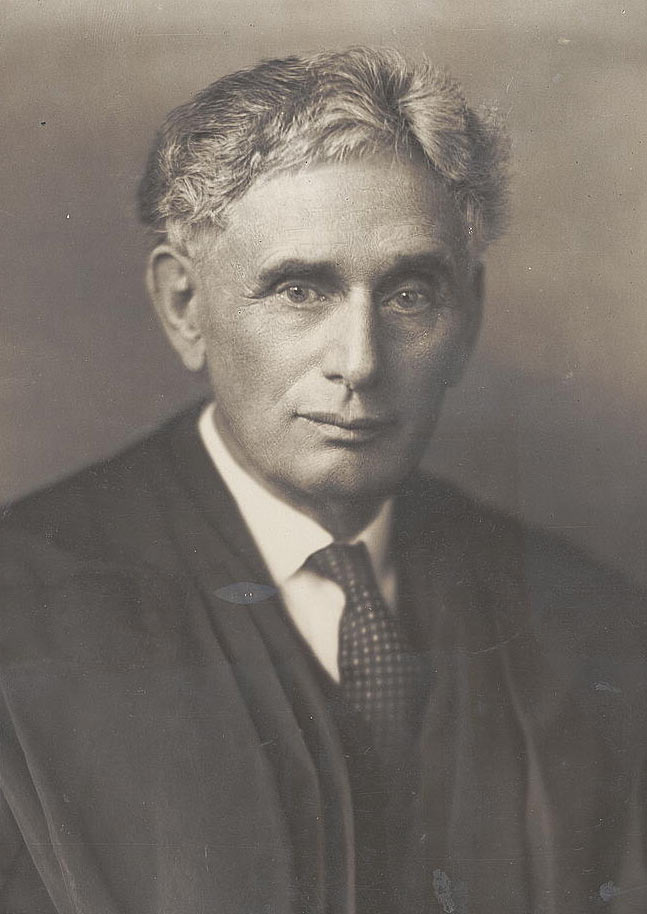
Louis Brandeis, um 1916

Louis Dembitz Brandeis (* 13. November 1856 in Louisville, Kentucky; † 5. Oktober 1941 in Washington, D.C.) war ein US-amerikanischer Jurist und von 1916 bis 1939 der erste jüdische Richter am Obersten Gerichtshof der Vereinigten Staaten.

## Leben
Louis Brandeis wurde in Louisville, Kentucky, geboren. Seine Eltern Adolph Brandeis und Frederika Brandeis, geborene Dembitz, entstammten der jüdischen Gemeinde in Prag und wanderten nach der Revolution von 1848/49 im Kaisertum Österreich in die USA aus, wo sie einen Getreidehandel eröffneten. Louis Brandeis besuchte die Louisville Male High School und schloss dort 1872 im Alter von 14 Jahren mit Auszeichnung ab.
Durch wirtschaftliches Missgeschick und die gerade beginnende Long Depression nach dem Gründerkrach von 1873 musste Adolph Brandeis seine Firma verkaufen und ging mit der Familie nach Europa. Louis Brandeis besuchte in dieser Zeit das Realgymnasium Annenschule in Dresden. 1875 ging die Familie zurück in die USA, wo Brandeis ein Studium an der Harvard Law School begann. Als Jahrgangsbester schloss er das Jurastudium 1877 ab. Brandeis gehört zu den Mitbegründern der Harvard Law Review.
1916 wurde Brandeis von US-Präsident Woodrow Wilson zum Richter am Obersten Gerichtshof ernannt und blieb bis 1939 im Amt. Trotz antisemitischer Anfeindungen mancher Kollegen, etwa James C. McReynolds, leitete er dort über lange Jahre einen Prozess des Umdenkens ein: Reformgesetze im Bereich der Wirtschaft und der industriellen Beziehungen wurden immer weniger von den mehrheitlich konservativen Richtern für verfassungswidrig erklärt, sondern insbesondere in der New-Deal-Zeit im Grundsatz akzeptiert.
Brandeis unterstützte Tomáš Garrigue Masaryk, der 1918 nach Washington reiste, um für die Gründung der Tschechoslowakei zu werben. Dass Brandeis die entscheidende Rolle für Masaryks Erfolg bei Wilson spielte, ist nicht belegt. Der Mythos verbreitete sich jedoch rasch in tschechisch-jüdischen Kreisen.
Brandeis gehörte zudem als einer der Präsidenten der Zionist Organization of America zu den Wortführern des amerikanischen Zionismus sowie Unterstützer des progressiven Flügels der Demokratischen Partei.
Eines seiner wichtigsten Verdienste ist die Entwicklung des „Right to Privacy“ innerhalb der US-Gesetzgebung unter Bezugnahme auf das französische Pressegesetz von 1868. Zwischen 1888 und 1890 schrieben Brandeis und sein Partner Samuel Warren drei grundlegende Artikel zu diesem Thema für die Harvard Law Review, die dazu führten, dass diese Rechte von da an im US-Recht anerkannt wurden (siehe Geschichte des Datenschutzes).
Brandeis war auch ein wichtiger Befürworter der Antitrust-Gesetzgebung. 1914 veröffentlichte er die Essay-Sammlung Other People's Money and How the Bankers Use It, die bis heute aufgelegt wird.
Louis Brandeis ist Ehrenmitglied der akademischen Gesellschaft Phi Beta Kappa.

## Vermächtnis
Nach Louis Brandeis ist die Brandeis University in Waltham, Massachusetts sowie die Louis D. Brandeis School of Law der University of Louisville benannt. Sein wissenschaftlicher Nachlass liegt unter dem Namen „Brandeis Papers“ in dieser Law School der University of Louisville.
Das International Center for Ethics, Justice, and Public Life der Brandeis University organisiert regelmäßig ein internationales Richtertreffen zum Meinungs- und Erfahrungsaustausch über Fragen der internationalen Gerichtsbarkeit (Brandeis Institute for International Judges).
Ebenfalls nach Brandeis benannt ist der Brandeis Brief, eine bestimmte Art des schriftsätzlichen Vortrags in Gerichtsverfahren.

## Belege
1. ↑  Brandeis, Louis Dembitz. In: Federal Judicial Center. Abgerufen am 17. August 2025 (englisch).
2. ↑  Martin Wein: A History of Czechs and Jews. London/New York 2015, S. 45f.
3. ↑  Harvard Law Review IV, S. 193 ff.
4. ↑  Samuel D. Warren, Louis D. Brandeis, Seite 214, Band 4, Nr. 5, 15. Dezember 1890, doi:10.2307/1321160, JSTOR:1321160
5. ↑  Dorothy J. Glancy: The Invention of the Right to Privacy. In: Arizona Law Review. Band 21, Nr. 1, 1979 (archive.org [PDF] Archiviert vom Original (http://law.scu.edu/site/dorothy-glancy/File/Privacy.pdf)).
6. ↑  Louis D. Brandeis, Norman Hapgood: Other People's Money and How the Bankers Use It. Cosimo, New York 2009, ISBN 978-1-60520-974-6 (google.de).
7. ↑  http://www.law.louisville.edu/library/collections/brandeis/

| Personendaten    | Personendaten            |
| ---------------- | ------------------------ |
| NAME             | Brandeis, Louis          |
| ALTERNATIVNAMEN  | Brandeis, Louis Dembitz  |
| KURZBESCHREIBUNG | US-amerikanischer Jurist |
| GEBURTSDATUM     | 13. November 1856        |
| GEBURTSORT       | Louisville, Kentucky     |
| STERBEDATUM      | 5. Oktober 1941          |
| STERBEORT        | Washington, D.C.         |